# Fairstead (Norfolk)
Fairstead – dzielnica miasta King’s Lynn w Anglii, w hrabstwie Norfolk, w dystrykcie King’s Lynn and West Norfolk.
Leży 2,5 km od centrum miasta King’s Lynn. W 2011 miejscowość liczyła 6479 mieszkańców.